# Múscul cubital anterior
El múscul cubital anterior o múscul flexor cubital del carp (musculus flexor carpi ulnaris), és un múscul llarg i cilíndric de l'avantbraç humà. Es troba a la part interna i anterior de l'avantbraç.
El múscul cubital anterior, en origen, té dos feixos –l'humeral i el cubital–, connectats per un arc tendinós just per sota d'on passen el nervi cubital i l'artèria cubital:
- El feix humeral, s'origina de l'epicòndil medial de l'húmer pel tendó flexor comú.
- El feix cubital, s'origina del marge medial de l'olècran, i en la vora posterior del cúbit i, per mitjà d'una aponeurosi, de les dues terceres parts superiors de la vora dorsal (posterior) del cúbit.

Al final del seu trajecte, s'insereix en l'os pisiforme i després, per mitjà de lligaments i a l'os ganxut i al cinquè metacarpià. Actua tot flexionant i adduint l'articulació del canell.
El feix humeral s'insereix en l'epitròclea de l'húmer, en la seva cara anterior i alhora en envans fibrosos veïns. El feix cubital o olècran s'insereix en la vora interna de l'olècran i en la part superior de la vora intern del cúbit.

## Imatges

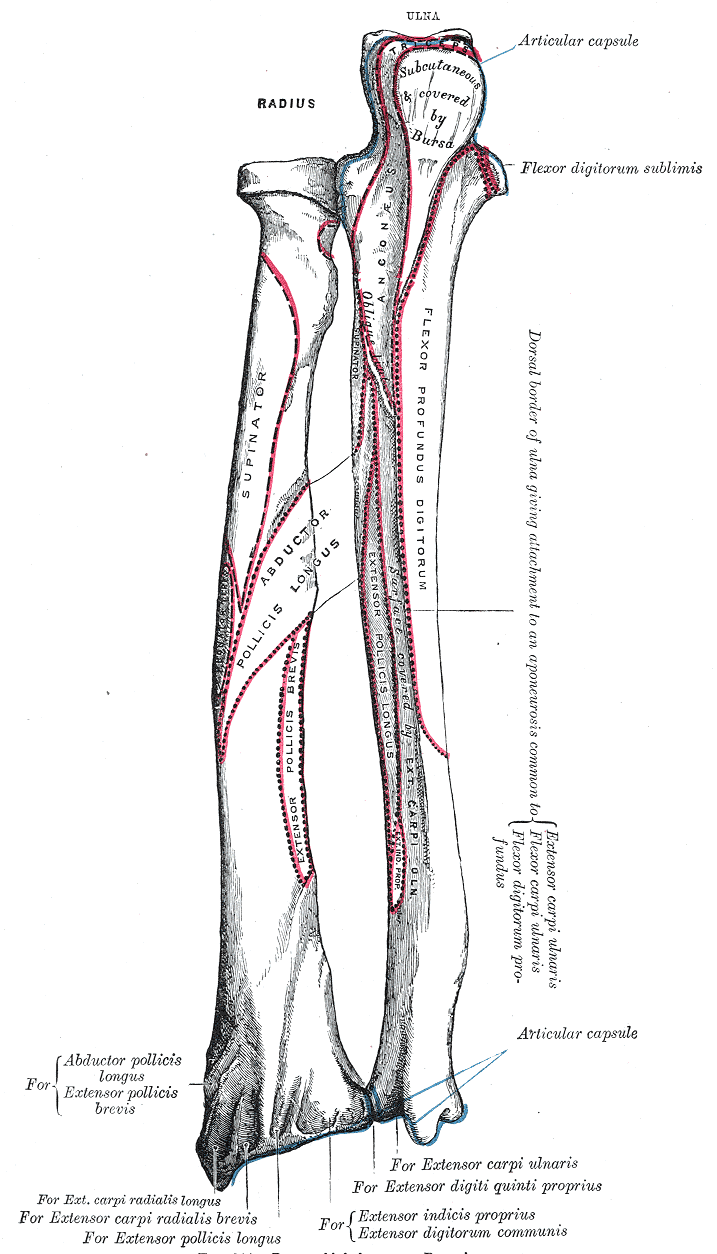
Cara posterior dels ossos de l'avantbraç esquerre.
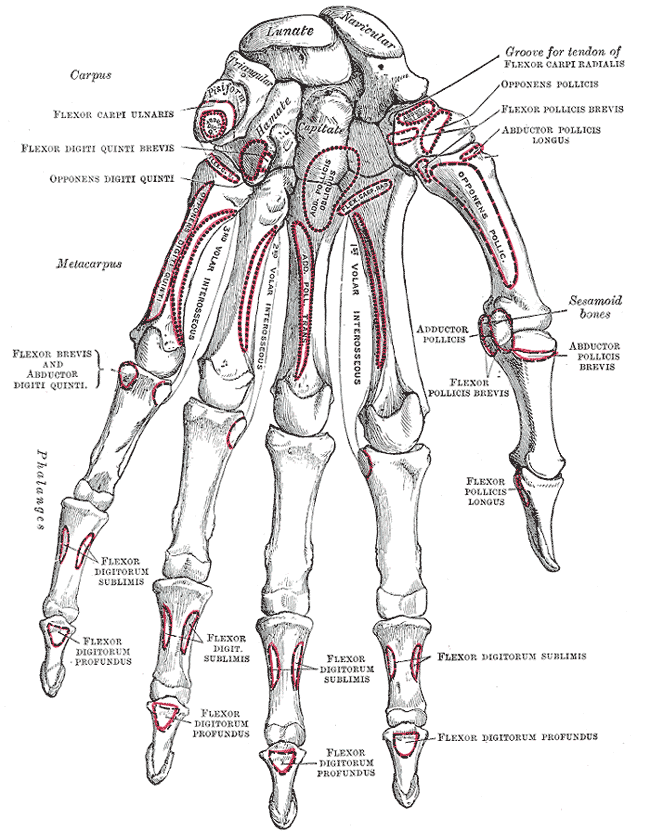
Ossos de la mà esquerra. Superfície palmar.
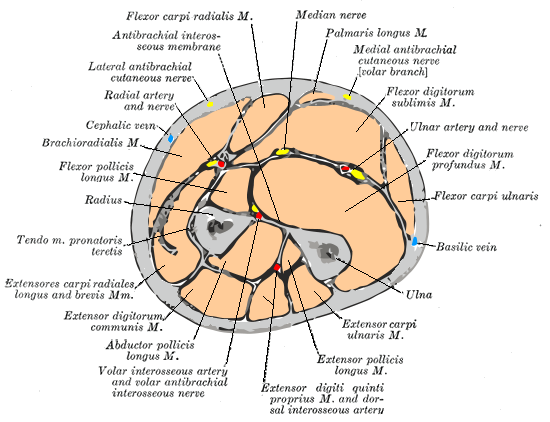
Secció transversal de la part mitjana de l'avantbraç.
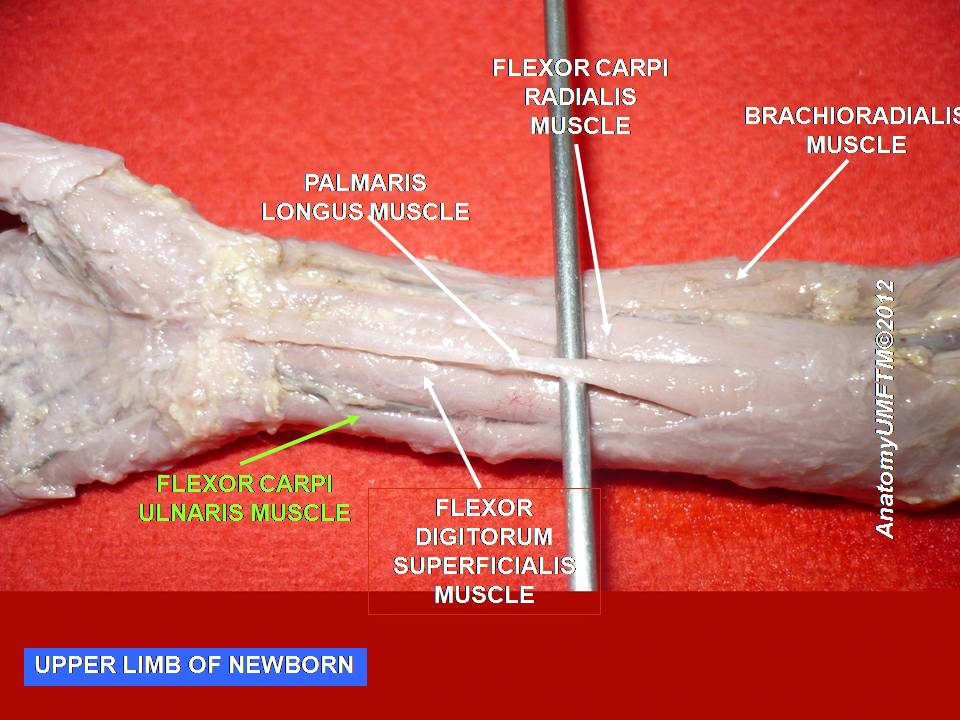
Múscul cubital anterior.